# Imeong
L'Aire de Conservation d'Imeong, situé près du village éponyme dans l'État de Ngeremlengui (république des Palaos), regroupe un ensemble complexe d'écosystème tropicaux (forêt tropicale, savane et mangrove) ainsi que des sites culturels, comme le "Ii ra Milad", endroit le plus sacré des Palaos et Ngerutechei, village traditionnel de ce pays.